# Frank Bennedik
Frank Karl Bennedik (* 23. Mai 1890 in Hamburg; † 22. November 1939 in Ricklingen bei Hannover) war ein deutscher Musikpädagoge.

## Leben
Frank Karl Bennedik wurde 1890 als Sohn des Kaufmanns Bernhard Bennedik (geb. 1856) und dessen Frau Wilhelmine Peters (geb. 1859) in Hamburg geboren. Sein Bruder war der nachmalige Gesangspädagoge und Hochschuldirektor Bernhard Bennedik (1892–1973).
Im Zuge der Übersiedlung der Familie Bennedik nach Köln besuchte er von 1901 bis 1910 die dortige Städtische Oberrealschule mit Reform-Realgymnasium. Nach der Reifeprüfung 1910 studierte er 1910/11 Mathematik und Physik in Bonn und von 1911 bis 1913 Mathematik, Physik, Pädagogik und englische Philologie in Jena. Studienaufenthalte führten ihn 1910 und 1912 nach England. 1914 wurde er bei Wilhelm Rein an der  Philosophischen Fakultät der Universität Jena mit der musikdidaktischen Dissertation Die psychologischen Grundlagen der musikalischen Gehörsbildung mit Beziehung auf die pädagogische Bedeutung der Tonwortmethode von Eitz zum Dr. phil. promoviert. Das Rigorosum legte er 1913 ab. Außerdem absolvierte er in Jena die Prüfung für das höhere Lehramt.
Bis 1925 war er Studienrat am evangelischen Lehrerseminar in Halberstadt. 1926 wurde er Dozent und 1928 Professor für Mathematik an der Pädagogischen Akademie Kiel. 1929 erhielt er eine Professur für Mathematik und Praktische Pädagogik an der Pädagogischen Akademie Hannover und war Schulrat an den Ausbildungsschulen daselbst. Im Zuge der preußischen Sparpolitik wurde die Akademie geschlossen und Bennedik im April 1932 als Rektor an die evangelische Bürgerschule 27 in Hannover versetzt. Nach der „Machtergreifung“ der Nationalsozialisten wurde er gemäß § 3 (Arierparagraph) des Gesetzes zur Wiederherstellung des Berufsbeamtentums zum 1. Oktober 1933 in den Ruhestand versetzt, womit er neben Otto Janssen zu denjenigen Lehrkräften an den preußischen Pädagogischen Akademien gehörte, die besonders heftig von dieser Gesetzgebung betroffen waren. Von 1937 bis 1939 war er Vorsitzender der Vereinigung 1937 in Hannover, die sich nach den Nürnberger Gesetzen für die Belange sogenannter „jüdischer Mischlinge“ einsetzte. Obwohl bereits im November 1939 verstorben, tauchte sein Name 1940 im Machwerk Lexikon der Juden in der Musik von Herbert Gerigk und Theophil Stengel auf.
Bennedik galt als Vertreter der Tonwortmethode von Carl Eitz und gab gemeinsam mit Adolf Strube ab 1927 die Zeitschrift Das Tonwort. Mitteilungen aus Theorie und Praxis des Tonwortes heraus. Außerdem betätigte er sich als Liederbuchautor.
Er war verheiratet mit Hedwig Stein (Schwester von Fritz Stein) und Vater von drei Söhnen.

## Schriften (Auswahl)
- Geschichtliche und psychologisch-musikalische Untersuchungen über die Tonwortmethode von Eitz. 2. verbesserte Auflage, J. Beltz, Langensalza 1925.
- Tonwort-Liederbuch. Carl Merseburger, Leipzig 1925/26. (mit Adolf Strube)
- Komm, sing froh! Liederbuch für Volksschulen. Teile 1–3, Carl Merseburger, Leipzig 1927/29. (hrsg. mit Adolf Strube)
- Fe-Pa-To. Singefibel nach der Tonwortlehre von Carl Eitz. 3. durchgesehene Auflage, Carl Merseburger, Leipzig 1929. (mit Adolf Strube)
- Handbuch für den Tonwortunterricht. 5. durchgesehene Auflage, C. Merseburger, Leipzig 1932. (mit Adolf Strube)